# Johnny Oduya
David Johnny Oduya, född 1 oktober 1981 i Stockholm, är en svensk före detta ishockeyback. 
Han spelade för Ottawa Senators, Chicago Blackhawks, Dallas Stars, Winnipeg Jets, Atlanta Thrashers, New Jersey Devils och Philadelphia Flyers i NHL och på lägre nivåer för Djurgården Hockey och Frölunda HC i Elitserien, Hammarby Hockey i Allsvenskan och Moncton Wildcats och Tigres de Victoriaville i LHJMQ.
Oduya valdes i sjunde rundan i NHL-draften 2001 av Washington Capitals som 221:e spelare totalt.
Han är en tvåfaldig Stanley Cup-mästare med Chicago Blackhawks 2013 och 2015, en av de svenskar som har vunnit Stanley Cup.
Han var yngre bror till Fredrik Oduya som också spelade ishockey. Brödernas mor är från Sverige och deras far från Kenya.

## Statistik
| 1996–1997          | Hammarby IF J20         | J20 Elit           | 13  | 0  | 0   | 0   | —   | —   | — | —  | —  | —  |
| 1997–1998          | Hammarby IF J20         | J20 Elit           | 26  | 3  | 11  | 14  | 70  | —   | — | —  | —  | —  |
| 1998–1999          | Hammarby IF J20         | J20 Elit           | 38  | 14 | 31  | 45  | 45  | —   | — | —  | —  | —  |
| 1999–2000          | Hammarby Hockey         | Allsvenskan        | 1   | 0  | 0   | 0   | 0   | 1   | 0 | 0  | 0  | 0  |
|                    | Hammarby IF J20         | J20 Elit           | 32  | 3  | 18  | 21  | 48  | 6   | 1 | 2  | 3  | 4  |
| 2000–2001          | Moncton Wildcats        | LHJMQ              | 44  | 11 | 38  | 49  | 147 | —   | — | —  | —  | —  |
|                    | Tigres de Victoriaville | LHJMQ              | 24  | 3  | 16  | 19  | 112 | 13  | 4 | 9  | 13 | 10 |
| 2001–2002          | Hammarby Hockey         | Allsvenskan        | 46  | 11 | 14  | 25  | 66  | 2   | 1 | 0  | 1  | 4  |
| 2002–2003          | Hammarby Hockey         | Allsvenskan        | 38  | 8  | 20  | 28  | 162 | 10  | 7 | 5  | 12 | 38 |
| 2003–2004          | Djurgården Hockey       | Elitserien         | 42  | 4  | 4   | 8   | 173 | 4   | 0 | 0  | 0  | 6  |
| 2004–2005          | Djurgården Hockey       | Elitserien         | 49  | 2  | 4   | 6   | 139 | 12  | 0 | 2  | 2  | 39 |
| 2005–2006          | Frölunda HC             | Elitserien         | 47  | 8  | 11  | 19  | 95  | 17  | 1 | 2  | 3  | 16 |
| 2006–2007          | New Jersey Devils       | NHL                | 76  | 2  | 9   | 11  | 61  | 6   | 0 | 1  | 1  | 6  |
| 2007–2008          | New Jersey Devils       | NHL                | 75  | 6  | 20  | 26  | 46  | 5   | 0 | 1  | 1  | 6  |
| 2008–2009          | New Jersey Devils       | NHL                | 82  | 7  | 22  | 29  | 30  | 7   | 0 | 0  | 0  | 2  |
| 2009–2010          | New Jersey Devils       | NHL                | 40  | 2  | 2   | 4   | 18  | —   | — | —  | —  | —  |
|                    | Atlanta Thrashers       | NHL                | 27  | 1  | 8   | 9   | 12  | —   | — | —  | —  | —  |
| 2010–2011          | Atlanta Thrashers       | NHL                | 82  | 2  | 15  | 17  | 22  | —   | — | —  | —  | —  |
| 2011–2012          | Winnipeg Jets           | NHL                | 63  | 2  | 11  | 13  | 33  | —   | — | —  | —  | —  |
|                    | Chicago Blackhawks      | NHL                | 18  | 1  | 4   | 5   | 0   | 6   | 0 | 3  | 3  | 0  |
| 2012–2013          | Chicago Blackhawks      | NHL                | 48  | 3  | 9   | 12  | 10  | 23  | 3 | 5  | 8  | 16 |
| 2013–2014          | Chicago Blackhawks      | NHL                | 77  | 3  | 13  | 16  | 38  | 19  | 2 | 5  | 7  | 8  |
| 2014–2015          | Chicago Blackhawks      | NHL                | 76  | 2  | 8   | 10  | 26  | 23  | 0 | 5  | 5  | 6  |
| 2015–2016          | Dallas Stars            | NHL                | 82  | 4  | 17  | 21  | 26  | 13  | 1 | 2  | 3  | 2  |
| 2016–2017          | Dallas Stars            | NHL                | 37  | 1  | 6   | 7   | 10  | —   | — | —  | —  | —  |
| NHL totalt         | NHL totalt              | NHL totalt         | 783 | 36 | 144 | 180 | 332 | 102 | 6 | 22 | 28 | 46 |
| Elitserien totalt  | Elitserien totalt       | Elitserien totalt  | 138 | 14 | 19  | 33  | 407 | 33  | 1 | 4  | 5  | 61 |
| Allsvenskan totalt | Allsvenskan totalt      | Allsvenskan totalt | 85  | 19 | 34  | 53  | 228 | 13  | 8 | 5  | 13 | 42 |
| LHJMQ totalt       | LHJMQ totalt            | LHJMQ totalt       | 68  | 14 | 54  | 68  | 259 | 13  | 4 | 9  | 13 | 10 |

## Meriter
- SM-silver 2006 med Frölunda HC
- VM-brons 2009
- Stanley Cup 2013 - Guld med Chicago Blackhawks
- OS-silver 2014 i Sotji
- Stanley Cup 2015 - Guld med Chicago Blackhawks

### Fotnoter
1. 1 2  ”Johnny Oduya”. Eliteprospects.com. http://www.eliteprospects.com/player.php?player=1015.
2. ↑  Hine, Chris. ”Blackhawks swing deal to bring back Johnny Oduya”. ChicagoTribune.com. http://www.chicagotribune.com/sports/hockey/blackhawks/ct-blackhawks-johnny-oduya-trade-20170228-story.html.
3. ↑  Eijde, Malin. ”"Jag är ingen retsticka"”. HD.se. http://www.hd.se/2011-09-29/jag-ar-ingen-retsticka.